# Kopasznyakú harangozómadár
A kopasznyakú harangozómadár vagy csupasznyakú harangozómadár (Procnias nudicollis) a madarak (Aves) osztályának a verébalakúak (Passeriformes) rendjéhez, ezen belül a kotingafélék (Cotingidae) családjához tartozó faj.
Paraguay hivatalos madara.

## Rendszerezése
A fajt Louis Pierre Vieillot francia ornitológus írta le 1825-ben, az Ampelis nembe Ampelis nudicollis néven.

## Előfordulása
Kelet-Brazília, Paraguay és Észak-Argentína területén levő honos. A természetes élőhelye a szubtrópusi vagy trópusi síkvidéki és hegyi esőerdők.

## Megjelenése
A hím testhossza 29 centiméter, testtömege 163-225 gramm, a tojóé 27 centiméter, 140-158 gramm. A hímnek jellemző bélyegei a szeme körül és a torkán levő tollatlan, élénk kék színű bőrfelületek. A hímnek feje, tarkója és egész teste fehér. A tojó tollazata a hátán, a szárnyain és a farkán olajzöld színű, a hasa sárgás fehér. Feje fekete, melle olajzöld, világosabb csíkozással.
Hangja fémesen csengő, rendkívül éles, harangozásra emlékeztető kiáltás, mely egyike a leghangosabbaknak a madárvilágban.

## Életmódja
Gyümölcsökkel, kisebb állatokkal és rovarokkal táplálkozik.

## Szaporodása
A hím az esőerdő egyik magas fájának egy kiálló ágán ülve hangosan kiáltozva csalogatja a tojókat. Ha egy tojó feltűnik, akkor izgalmában ágról ágra ugrálva kiáltozik tovább.
A tojó egy ágvillába építi fészkét, 5-7 méteres magasságban. Fészekaljanként egy világosbarna színű tojást rak. A költési idő 23 nap, a fióka további 33 nap múlva hagyja el a fészket.

## Fordítás
- Ez a szócikk részben vagy egészben a Nacktkehl-Glockenvogel című német Wikipédia-szócikk ezen változatának fordításán alapul.  Az eredeti cikk szerkesztőit annak laptörténete sorolja fel. Ez a jelzés csupán a megfogalmazás eredetét és a szerzői jogokat jelzi, nem szolgál a cikkben szereplő információk forrásmegjelöléseként.

## Külső hivatkozások
- Képek az interneten a fajról